# Conall mac Comgaill
Conall mac Comgaill fue rey de Dál Riata desde aproximadamente el año 558 hasta 574. 
Fue hijo de Comgall mac Domangairt. Se dice que dio Iona a san Columba. El Duan Albanach afirma que reinó "sin disenso", pero hay un reporte de una expedición hecha por Conall y  Colmán Bec mac Diarmato del Southern Uí Néill hacia Iardoaman en los Anales del Ulster hacia 568. La mucho más larga entrada en los posteriores y menos confiables Anales de los cuatro maestros indican: "Colman Beg, hijo de Diarmaid, hijo de Fearghus Cerrbheoil, trajo junto a Conall, hijo de Comhgall y jefe de Dal Riada, una flota de mar hacia Sol (Seil), e Ile (Islay), y se llevaron muchos despojos ellos."
El Senchus fer n-Alban afirma que Conall tuvo siete hijos: Loingsech, Nechtan, Artan, Tuathan, Tutio y Coirpe. No obstante, Connad Cerr es considerado un hijo de Conall, y la muerte de Dúnchad, hijo de Conall, está anotada en los Anales del Ulster y en los Anales de Tigernach, liderando la armada de los hijos de Gabrán mac Domangairt" en Kintyre. 